# The Stolen Grey
Pour plus de détails, voir Fiche technique et Distribution.
The Stolen Grey est un film muet américain réalisé par Gaston Méliès, sorti en 1911.

## Fiche technique
- Réalisateur et producteur : Gaston Méliès
- Sociétés de production :  Star Film
- Format : Muet - Noir et blanc - 1,33:1 - 35 mm
- Pays d'origine : USA
- Genre : western
- Date de sortie : 5 octobre 1911

## Distribution
- William Clifford : Donald Maynard
- Mildred Bracken : Doris Dolan
- Henry Stanley : le père de Doris
- Ben Cooper : Pedro